# Ayoub El Kaabi
Ayoub El Kaabi (arabisch أيوب الكعبي, DMG Ayyūb al-Kaʿbī; * 25. oder 26. Juni 1993 in Casablanca) ist ein marokkanischer Fußballspieler. Der Stürmer nahm mit der marokkanischen Nationalmannschaft an der Fußball-Weltmeisterschaft 2018 in Russland teil.

## Karriere

### Verein
El Kaabi begann seine Spielerkarriere bei unterklassigen Klubs in seiner Heimatstadt Casablanca. Im Alter von 21 Jahren wurde er Profi beim Zweitligisten Racing Athletic Club de Casablanca. Dort wurde er zunächst im Reserveteam eingesetzt. In seiner ersten Profisaison 2016/17 erzielte er in 18 Ligaspielen 25 Tore, wodurch er Torschützenkönig der zweiten marokkanischen Liga wurde und seinem Klub maßgeblich zum Aufstieg in das Botola, die höchste marokkanische Liga, verhalf.
Zur folgenden Saison verpflichtete ihn RS Berkane für vier Jahre. Doch bereits nach einem Jahr wechselte El Kaabi für eine Ablösesumme von rund sechs Millionen Euro zum Hebei China Fortune Football Club, wo er einen Vertrag über zweieinhalb Jahre unterzeichnete. Nach der Ausbreitung der COVID-19-Pandemie in China beschloss er, am 27. Februar 2020 nach Marokko zurückzukehren. Am 26. Oktober 2020 unterschrieb El Kaabi bei Wydad Casablanca einen Dreijahresvertrag. Er beendete die Saison 2020/21 als Torschützenkönig mit 18 Treffern und dem Gewinn der marokkanischen Meisterschaft.
Im August 2021 wechselte El Kaabi in die türkische Süper Lig zu Hatayspor. In seinem ersten Spiel erzielte er beim 5:0 gegen Alanyaspor einen Treffer. Nach einer Kurzstation in Katar spielt er seit August 2023 für Olympiakos Piräus. Mit dem griechischen Rekordmeister gewann er 2024 die UEFA Europa Conference League. Im Wettbewerb konnte er mit elf Treffern Torschützenkönig werden, außerdem gelang ihm mit dem Treffer zum 1:0 in der 116. Minute auch das entscheidende Tor im Finale.

### Nationalmannschaft
Aufgrund seiner Leistungen in der marokkanischen Liga wurde El Kaabi in das Aufgebot für die Afrikanische Nationenmeisterschaft 2018 berufen, die vom 13. Januar bis zum 4. Februar 2018 in Marokko ausgetragen wurde. An diesem Turnier durften nur Spieler aus den heimischen Ligen teilnehmen. Marokko gewann den Wettbewerb und El Kaabi wurde mit neun Treffern Torschützenkönig und als bester Spieler des Turniers ausgezeichnet.
Am 23. März 2018 debütierte El Kaabi in der marokkanischen A-Nationalmannschaft in einem WM-Vorbereitungsspiel gegen Serbien. Anlässlich der Fußball-Weltmeisterschaft 2018  in Russland stand El Kaabi als einer von zwei  Spielern aus der heimischen Liga im 23-köpfigen marokkanischen Kader. Im ersten Gruppenspiel gegen den Iran wurde er in der 76. Spielminute gegen den späteren Eigentorschützen Aziz Bouhaddouz ausgewechselt. Im zweiten Gruppenspiel gegen Portugal kam er in der 70. Spielminute zum Einsatz, als er für Khalid Boutaïb eingewechselt wurde. Die Mannschaft beendete das Turnier auf dem letzten Platz in der Gruppe B und schied aus.
Bei der Afrikanischen Nationenmeisterschaft 2021 in Kamerun gelang ihm mit Marokko die Titelverteidigung. Wie bereits drei Jahre zuvor erzielte er im Finale einen Treffer. Mit drei Toren im Verlauf des Turniers wurde er Zweiter der Torschützenliste und in die Auswahl der besten elf Spieler des Wettbewerbs berufen.

## Erfolge

### Verein
- Marokkanische Meisterschaft: 2021
- Marokkanischer Pokal: 2018
- UEFA Europa Conference League: 2024

### Nationalmannschaft
- Afrikanische Nationenmeisterschaft:  2018 und 2021

### Individuell
- Torschützenkönig der UEFA Europa League: 2025
- Torschützenkönig der UEFA Europa Conference League: 2024